# Sinoceratops
Sinoceratops /ˌsaɪnoʊˈsɛrətɒps/ là một chi khủng long sống cách nay 72 tới 66 triệu năm (thuộc thời kỳ Creta muộn) tại nơi ngày nay là tỉnh Sơn Đông, Trung Quốc. Nó được đặt tên năm 2010 bởi nhà cổ sinh vật học người Trung Quốc Từ Tinh và đồng nghiệp từ ba hộp sọ tại Chư Thành, Sơn Đông, Trung Quốc. Loài điển hình là Sinoceratops zhuchengensis, nghĩa là "Mặt sừng Trung Quốc từ Chư Thành", theo tên khu vực phát hiện.
Sinoceratops là một động vật ăn cỏ bốn chân cỡ vừa, sống trên mặt đất. Nó có thể phát triển lên đến chiều dài ước tính 6 m và chiều cao 2 mét, và nặng tới 2 tấn. Đây là loài khủng long thuộc họ Ceratopsidae đầu tiên được phát hiện ở Trung Quốc, và là loài ceratopside duy nhất được biết đến từ châu Á. Tất cả các loại Centrosaurine khác, và tất cả các chasmosaurine, đều được biết đến từ hóa thạch được phát hiện ở Bắc Mỹ, chỉ ngoại trừ có thể là loài Turanoceratops. Sinoceratops cũng rất quan trọng bởi vì nó là một trong những centrosaurines lớn nhất được biết đến, và lớn hơn nhiều so với bất kỳ thành viên cơ bản nào khác được biết đến của nhóm này.
Sinoceratops được phát hiện trong hệ tầng Xingezhuang, thuộc vào cuối kỷ Phấn trắng. Nó sống cùng với leptoceratopsids, saurolophines và tyrannosaurines. Các sinh vật phổ biến nhất trong địa tầng là Shantungosaurus, mà hầu hết các mẫu vật đã được xác định. Loài này sống cùng với Zhuchengceratops, Zhuchengtitan và Zhuchengtyrannus.

## Mô tả

So sánh kích thước của chi này với con người

Sinoceratops là chi khủng long mặt sừng hông chim lớn hơn, với chiều dài ước tính khoảng 6 mét, trọng lượng 2 tấn, và chiều cao khoảng 2 mét. Thomas R. Holtz Jr. ước tính chiều dài của nó là vào khoảng 7 mét và trọng lượng là 2,3 tấn; bằng trọng lượng của một con tê giác. Nó có một cái sừng ngắn, hình móc câu trên mũi của nó, nó không có sừng trán, và cổ nó có một loạt các tấm sừng cong về phía trước khiến cho diềm xếp nếp giống như một cái vương miện. Bên trong hàng sừng này có một loạt các cục bướu thấp trên đầu của chiếc diềm, đặc điểm này chưa được nhìn thấy trong bất kỳ các loài khủng long sừng nào khác. Sinoceratops là thành viên của họ ceratopsids diềm ngắn, phân họ Centrosaurinae. Mẫu gốc ZCDM V0010 bao gồm một phần của hộp sọ với hầu hết là phần mái đầu và một phần khối xương sọ. Hộp sọ của Sinoceratops được ước tính dài 180 cm làm cho nó trở thành một trong những hộp sọ lớn nhất được biết đến từ phân họ centrosaurine.

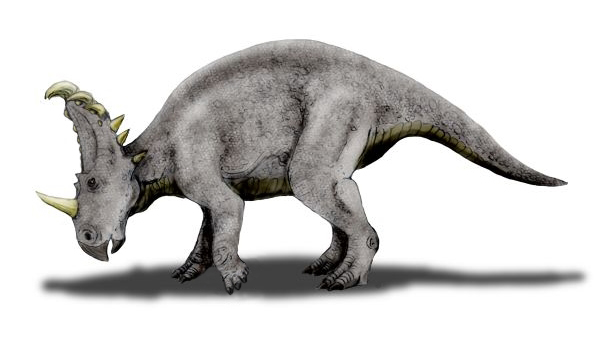
Phục dựng

Các tính chất phân biệt một loài vật với hầu hết hoặc tất cả những loài khác được gọi là đặc trưng loài. Một số, nhưng không phải tất cả, các đặc trưng này cũng là đặc điểm phái sinh. Đặc điểm phái sinh là một đặc điểm giải phẫu khác biệt mà độc nhất trong một cá thể sinh vật nhất định. Theo Xu (2010), Sinoceratops có thể được phân biệt dựa trên các đặc điểm đặc trưng sau đây: có ít nhất mười cái sừng mạnh mẽ dọc theo lề phía sau của các phần xương đỉnh, đồng thời có ít nhất bốn chỗ nhô lên trên kết hợp với xương vảy; có một cửa sổ phụ lớn ở phía trước của cửa sổ trước hố mắt (khác với tất cả các centrosaurines đã biết); lề ngoài của xương đính kém nhấp nhô (khác với tất cả các centrosaurine đã biết); và sự hiện diện của xương chẩm trên rộng (khác với tất cả các centrosaurines đã biết).